# Éric Blareau
Éric Blareau, né le 25 octobre 1958, est un ancien arbitre belge de football, qui arrêta sa carrière en 2004 après 19 années en première division belge.

## Carrière
Il a officié dans des compétitions majeures : 
- Coupe du monde de football des moins de 17 ans 1993 (2 matchs)
- Supercoupe de Belgique de football 1998
- Supercoupe de Belgique de football 2000